# Kopasz Márta
Kopasz Márta (Szeged, 1911. október 26. – Szeged, 2011. március 5.) magyar festő- és grafikusművész. Az SZTE Főiskolai Karának címzetes főiskolai tanára, Szeged város nemzetközi hírű művésze, Kopasz István (1869–1913) építész és Szeles Olga (1873–1965) lánya.

## Életpályája
Az erdélyi örmény Kopacz/Kopasz család leszármazottja. Középiskolai tanulmányait Szegeden a Szent Erzsébet Leánygimnáziumban végezte 1921–1929 között. A középiskola elvégzése után tanulmányait (1930–1936) a Magyar Királyi Iparművészeti Iskolán folytatta, ahol Haranghy Jenő, Simay Imre, Helbing Ferenc és Domanovszky Endre voltak a mesterei. Diplomáját kitüntetéssel szerezte meg, elnyerte a Budapesti Kereskedelmi és Iparkamara ösztöndíját.
Visszatért Szegedre és az egyetem Bölcsésztudományi Karán – a külföldre távozott Buday György után megüresedett – grafikai lektori állást ő töltötte be 1938-tól 1952-ig. E mellett Felvinczi Takács Zoltán művészettörténeti tanszékén is közreműködött. Ennek eredményeként ismét ösztöndíjat kapott, s így jutott el Kalotaszeg és vidékére, Székelyföldre. 1952–1957 között – Vinkler László és Major Jenő ösztönző környezetében – a Szegedi Tanárképző Főiskola Rajz és Művészettörténeti Tanszékének adjunktusa.
1957-ben áthelyezték a Hámán Kató Általános Iskolába. 1963-tól a Tömörkény István Gimnázium Művészeti Szakközépiskolában tanított nyugdíjazásáig. Tagja volt a Magyar Alkotóművészek Országos Egyesületének, a Magyar Képzőművészek és Iparművészek Szövetségének, alapítása óta a Szegedi Szépmíves Céh Képzőművészeti Egyesületnek, valamint a Kisgrafika Barátok Körének. Haláláig tevékeny részese volt Szeged képzőművészeti életének. 1992-1996-ig tagja volt az Aba-Novák közalapítványnak.

## Munkássága
Fametszeteket pályája eleje óta készített. Az volt diplomamunkája is. Fa- és linóleummetszetein leginkább városkép, történelmi kompozíció és emberábrázolás látható. Ex libris készítéssel az 1930-as évek óta foglalkozott. Töredezett vonalú, historikus ihletettsége, fekete-fehér folthatásokra épülő grafikái egyre inkább helyi szellemiséget sugároznak. Művei között számos ex libris, kinyomtatásra került plakátterve és fametszete látható.
Kopasz Márta kisgrafikáival a helyi tárlatokon kívül Budapest, Berlin, Lipcse, Párizs, Krakkó, Cannes, Como és Varsó nemzetközi ex libris kiállításain szerepelt. 1966-ban a Hamburgban megalakuló ex libris gyűjtők nemzetközi szervezete alapító tagjává választotta. 1967-ben, a III. Malborki Ex Libris Biennálén bronzérmet nyert. Műveivel, munkásságával különböző külföldi szaklapok foglalkoztak. Sokrétű, színes munkássága pasztellportrékkal és temperaképek festésével teljesedik ki. Temperáin a népélet, a szegedi piacok jellegzetes életképeit örökítette meg.

## Írásai (válogatás)
- A magyar nép díszítőművészete. Főiskolai jegyzet. Budapest, 1955, 1957, 1961. Társszerző: Gábor Béla
- A korszerű linómetszés útján. A Szegedi fiatalok grafikai metszőklubjának munkájáról: című kiállítás meghívója. Szeged, 1971. május 2-9.
- Kopasz Márta: Dinnyés Ferenc az ex libris művésze. Délmagyarország, 1987. szeptember 12.
- Levél Banner János centenáriumára kiadott emlékkönyvbe. Banner János emlékezete születésének centenáriumán. 1988. március 7. Békéscsaba-Szeged, 1989. 91-92. p.
- A modern művészet kérdései. A Dugonics Társaság évkönyve. Szeged, 1995-1997. A Tömörkény Társaságban 1937. július 3-án tartott előadása

## Ismertebb művei (válogatás)
- 1938 Fürdő nők pasztell
- 1939 Önarckép fametszet
- 1940 Május
- 1957 Szegedi Szabadtéri Játékok, plakát
- 1959 Két harsonás
- Múzsák sorozata:

- Euterpe,
- Erato ,
- Terpsychore ,
- Polyhymnia,
- Klio ,
- Uránia I. és Uránia II. ,
- Demeter ,
- Daphné ).

Ezek nagy méretű linómetszetek.

## Egyéni kiállításai (válogatás)
- 1938. Szeged, Ferenc József Tudományegyetem
- 1943. Szeged, Közművelődési Palota gyűjteményes kiállítás
- 1960. Móra Ferenc Múzeum
- 1970. Szeged, Bartók Béla Művelődési Központ
- 1975. Jeruzsálem, Izrael
- 1976. Makó, József Attila Könyvtár
- 1979. Szeged, Bartók Béla Művelődési Központ
- 1979. Debrecen, Agrártudományi Egyetem
- 1980. Mindszent, Művelődési Ház
- 1981. Hódmezővásárhely, Tornyai János Múzeum
- 1981. Cegléd, Kossuth Művelődési Központ
- 1982. Nagylak, Művelődési Ház
- 1982. Szentes, Ifjúsági és Művelődési Központ
- 1983. Szeged, Juhász Gyula Művelődési Központ
- 1985, 1991 Szeged, Móra Ferenc Múzeum Képtára
- 1988. Szeged, Csongrád Megyei Bíróság
- 1991. Szeged, Móra Ferenc Múzeum
- 1996-2008. Szeged, Kass Galéria
- 2011. Szeged, Somogyi Károly Városi és Megyei Könyvtár

## Díjai, elismerései (válogatás)
- Kereskedelmi és Iparkamara aktfestészeti díja (1936)
- Móra Ferenc-díj (1947)
- Szeged város alkotói díja (1971)
- Csongrád Megyei Tanács alkotói díja (1985)
- József Attila-emlékérem (1986)
- Szeged város alkotói díja (1992)
- Szeged díszpolgára (1997)
- Magister Emeritus cím (1998)

## Művei közgyűjteményekben
- Magyar Nemzeti Galéria, Budapest
- Móra Ferenc Múzeum, Szeged
- Múzeum, Lipcse
- Bibliothèque nationale de France, Párizs
- Városi Múzeum, Tarnów (Lengyelország)
- Heimats M., Berlin